# Artemio Rillera
Artemio L. Rillera (Naguilian, 1 mei 1942 – San Fernando, 13 november 2011) was een Filipijnse rooms-katholiek geestelijke. Rillera was van 1993 tot 2005 bisschop van Bangued en van 2005 tot zijn overlijden in 2011 bisschop van San Fernando de La Union. Rillera stond bekend om zijn strijd tegen drugs in de provincie La Union. In 2009 kreeg hij mede daarvoor de hoogste provinciale onderscheiding van La Union, de Saranay Award.

## Biografie
Na zijn middelbareschoolopleiding aan de Naguilian Academy in zijn geboorteplaats studeerde hij theologie aan het Christ the King Mission Seminary in Quezon City en het Divine Word Seminary in Tagaytay. Op 28 november 1970 werd Rillera ingewijdt als priester van de Congregatie van de Missionarissen van Steyl. Van 1971 tot 1982 werkte hij als priester in verscheidene parochies in de provincie Bangued. De laatste drie jaar was hij bovendien provinciaal overste van de Congregatie. In 1982 werd hij benoemd tot provinciaal overste voor de noordelijke provincie. Van 1989 tot 1993 was hij priester van Sint Laurentius-parochie in Bangui, Ilocos Norte. In 1993 werd Rillera door Paus Johannes Paulus II benoemd tot bisschop van Bangued. Op 1 april 2005 volgde een benoeming tot bisschop van San Fernando in zijn geboorteprovincie La Union. Rillera stond in zijn tijd als bisschop in La Union bekend om om zijn strijd tegen illegale drugs in La Union. Zo leidde hij diverse demonstraties, waaronder eentje in februari 2011 toen een drugsverdachte uit Naguilian de mogelijkheid kreeg om op borgtocht vrij te komen.
In 2011 kwam Rillera op 69-jarige leeftijd onverwacht te overlijden als gevolg van een ernstige astma-aanval na afloop van een mis in het seminarie van San Fernando.